# Cantonul Vaour
Cantonul Vaour este un canton din arondismentul Albi, departamentul Tarn, regiunea Midi-Pyrénées, Franța.

## Comune
| Comune              | Populație (1999) | Cod poștal | Cod INSEE |
| ------------------- | ---------------- | ---------- | --------- |
| Itzac               | 111              | 81170      | 81108     |
| Marnaves            | 81               | 81170      | 81154     |
| Milhars             | 262              | 81170      | 81165     |
| Montrosier          | 34               | 81170      | 81184     |
| Penne               | 522              | 81140      | 81206     |
| Le Riols            | 130              | 81170      | 81224     |
| Roussayrolles       | 63               | 81140      | 81234     |
| Saint-Michel-de-Vax | 66               | 81140      | 81265     |
| Vaour               | 248              | 81140      | 81309     |